# بن أسود الثمار
بن أسود الثمار (الاسم العلمي:Coffea melanocarpa) هو نوع من النباتات يتبع جنس البن من الفصيلة الفوية.